# In Sachen H. und acht anderer
In Sachen H. und acht anderer ist ein Dokumentarfilm des DEFA-Studios für Dokumentarfilme von Richard Cohn-Vossen aus dem Jahr 1972.

## Handlung
Neun junge Männer betreten im März 1972 ein Stadtbezirksgericht in Berlin, wo sie wegen Körperverletzung, Raub, Einbruch und Arbeitsbummelei angeklagt sind. Diese Jugendlichen zwischen 16 und 20 Jahren trafen sich seit dem Frühjahr 1971 regelmäßig am Kollwitzplatz im Stadtbezirk Berlin-Prenzlauer Berg. Einer der behandelten Fälle betrifft den Umgang mit homosexuellen Männern, von denen die Jugendlichen Geld oder Sachwerte forderten und die bei Nichterfüllung der Forderungen brutal verprügelt wurden.
Das Gericht versucht die Frage zu klären, wie die jungen Angeklagten straffällig wurden, wie sie heute über ihre Taten denken. Viele sind nicht in der Lage, dem Gericht und den im Saal sitzenden Müttern sowie den Vertretern aus den Schulen, Betrieben und dem Wohngebiet die Gründe für ihr Verhalten zu erklären. Der Film deutet das Fehlverhalten bei der Erziehung im Elternhaus und in der Gesellschaft an, wie die Zeugenaussagen einer Mutter, einer Lehrerin und eines gesellschaftlichen Vertreters der FDJ bestätigen. Das Filmteam sieht seine Aufgabe darin, die Zuschauer zum Nachdenken anzuregen und dass sie sich bewusst werden, gefährdete Jugendliche mehr zu unterstützen und sie somit vor falschen Handlungen zu bewahren.
Die Angeklagten sind bei unterschiedlicher Tatbeteiligung des Raubes, des Rowdytums und des Diebstahls in 1. Instanz für Schuldig befunden und verurteilt worden.

## Produktion und Veröffentlichung
In den Außenaufnahmen sind der Kollwitzplatz, die Sredzkistraße, die Rykestraße mit dem Wasserturm Prenzlauer Berg, der Pratergarten und die Schönhauser Allee aus der fahrenden U-Bahn zu erkennen.
In Sachen H. und acht anderer wurde von der künstlerischen Arbeitsgemeinschaft Profil unter dem Arbeitstitel Jugendkriminalität als Schwarzweißfilm gedreht und hatte am 7. Oktober 1972 seine erste nachweisbare Aufführung im Berliner Kino OTL (Oranienburger Tor Lichtspiele) im Rahmen des Programms des Filmkunsttheaters Studiokino Camera.
Eine Wiederaufführung fand am 1. Juli 2018 in der Reihe: Berlin.Dokument Nr. 79: Berlin – Ost-Berlin: Jugendliche Rowdys und Kleinkriminelle im Berliner Zeughauskino statt.